# Структурна модель психіки (психоаналіз)

В 1923 році Зиґмунд Фрейд сформулював теорію функціонування психіки в термінах її структурної організації. Психічні функції було згруповано згідно з тією роллю, яку вони відігравали у внутрішньому психічному конфлікті. Фрейд виділив три основних структури особистості: Воно (Ід), Я (Еґо) та Над-Я (Супер-Еґо).

## В психоаналізі Фрейда

### Ід або "Це"
Ід (Воно) — примітивні, інстинктивні й уроджені аспекти особистості (сон, їжа, дефекація, копуляція). Ід наповняє наше поводження енергією. Ід має своє центральне значення для індивідуума протягом усього життя, воно не має ніяких обмежень, воно хаотичне. Будучи вихідною структурою психіки, Ід виражає первинний принцип усього людського життя — негайну розрядку психічної енергії, стримування якої приводить до напруги в особистісному функціонуванні. Ця розрядка одержала назву принцип задоволення. Підкоряючись цьому принципу і не знаючи страху чи тривоги, Ід може становити небезпеку для індивідуума і суспільства. Також «Воно» відіграє роль посередника між соматичними і психічними процесами. Суцільне містилище позасвідомого — тобто трібів.
Фрейдом були описані два процеси, за допомогою яких Ід рятує особистість від напруги: рефлекторні дії (наприклад, кашель у відповідь на роздратування дихальних шляхів) і первинні процеси (які формують психічні образи, безпосередньо пов'язані з задоволенням основної потреби). Первинні процеси — нелогічна, ірраціональна форма людського вираження. Вони характеризуються нездатністю придушувати імпульси і розрізняти реальне і нереальне. Прояв поведінки як первинного процесу може привести до загибелі індивідуума, якщо не з'являться зовнішні джерела задоволення потреб. Так немовлята, за твердженням Фрейда не можуть відкладати задоволення своїх первинних потреб. І тільки після усвідомлення ними існування зовнішнього світу, з'являється здатність до відтермінування задоволення цих потреб. З моменту появи цього знання виникає наступна структура — Еґо.

### Еґо
Еґо (Я) — це компонент психічного апарата, відповідальний за прийняття рішень. З метою перетворення і реалізації потреб у соціально прийнятному контексті, Еґо черпає з Ід частину енергії, забезпечуючи безпеку і самозбереження організму. Воно використовує стратегії осмислення і сприйняття у своєму прагненні задовольняти бажання і потреби «Воно». Еґо у своїх проявах керується принципом реальності, мета якого — збереження цілісності організму шляхом відтермінування задоволення до виникнення можливості його розрядки і/або відповідних умов зовнішнього середовища. Еґо було названо Фройдом вторинним процесом. Звільнення деякої кількості енергії Еґо для вирішення проблем на вищому рівні психіки є однією з основних цілей психоаналітичної терапії.

### Супер-Еґо
Супер-Еґо — останній компонент особистості, що розвивається, функціонально визначаючи систему цінностей, норм і етики, розумно сумісних з тими, що прийнято в оточенні індивідуума. Будучи морально-етичною силою особистості, Супер-Еґо є наслідком тривалої залежності від батьків. Далі функцію розвитку бере соціум (школа, однолітки і т. д.).
Суперего підрозділяється на дві підсистеми: сумління і Еґо-ідеал. Сумління здобувається за допомогою батьківських покарань. Воно включає здатність до критичної самооцінки, наявність моральних заборон і виникнення почуття провини в дитини. Заохочувальний аспект Супер-Еґо — Еґо-ідеал. Він формується з позитивних оцінок батьків і призводить індивідуума до встановлення для себе високих стандартів. Супер-Еґо вважається цілком сформованним, коли батьківський контроль заміняється на самоконтроль. Важливо відзначити — принцип самоконтролю не служить принципу реальності: Супер-Еґо направляє людину до досконалості в думках, словах і вчинках, намагаючись переконати его в перевазі ідеалістичних ідей над реалістичними.